# Ванье, Николя
Николя Ванье (фр. Nicolas Vanier; род. 5 мая 1962 года) — французский писатель

, режиссёр и сценарист.

## Биография
Николя Ванье родился в Сенегале, где его отец проходил военную службу. Он вырос в Солони, во 
Франции, на ферме, принадлежавшей его деду и окончил Высшую школу международного агропромышленного развития.
В 1983 году Ванье начал путешествие на каноэ по Крайнему Северу от Шеффервилля до залива Унгава по следам индейского племени Монтанье на собачьих упряжках. Результатом этой экспедиции стала его первая книга Grand Nord и документальный фильм Les coureurs de bois (1985), снятый для телеканала Antenne 2.
В 1986 и 1987 годах он путешествовал по Скалистым горам и Аляске.
В 1990 и 1991 годах он отправился в 7000-километровую экспедицию по Сибири из Монголии к Северно-Ледовитому океану. В 1993 году Ванье вернулся в Сибирь, где жил повседневной жизнью семьи кочевников-пастухов.
С 1994 по 1995 год Ванье вместе с женой и годовалой дочерью совершили путешествие через Скалистые горы на Аляску. Художественный фильм по мотивам их экспедиции «Дитя снегов» вышел в кинотеатрах в декабре 1995 года.
В 2004 году выходит в прокат фильм Николя Ванье «Последний зверолов». Картина рассказывает историю одного года из жизни Нормана Винтера, одного из последних представителей американских трапперов (охотников на пушного зверя).
В 2005-2006 годах Николя Ванье проехал 8000-километровый маршрут за 4 месяца от озера Байкал до Москвы. Экспедиция получила название «Сибирская одиссея».
Затем режиссёр готовит новую экспедицию, от самого большого океана до самого большого озера в мире: от Тихоокеанского побережья до Байкала через Маньчжурию, Монголию и часть южной Сибири. Он также готовится к экранизации своего романа «Золото под снегом», который описывает историю юного американца в конце XIX века, во времена золотой лихорадки на Клондайке.
Николя Ванье является активным защитников природы. В частности, он возглавляет и поддерживает проект «Школа действия!» (L'école agit!), основанную Министерством национального образования Франции, целью которой является продвижение экологии и устойчивого развития в школе.

### Фильмы
Фильм «Волк» вышел в конце 2009 года и представлен на Каннском кинофестивале 2010 года. Фильм рассказывает о жизни племени эвенов в Северо-Восточной арктической Сибири, существующих за счёт больших стад северных оленей, что предполагает их защиту от нападений волков.
В декабре 2013 года вышел семейный фильм «Белль и Себастьян», повествующий о дружбе мальчика Себастьяна и пиренейской горной собаки Белль. Фильм собрал в мировом прокате более 100 млн долларов.
10 мая 2019 году в мировой прокат вышла картина «Расправь крылья», основанная на биографии Кристиана Муллека. По сюжету фильма Тома навещает во время каникул своего отца Кристиана, орнитолога, занятого экспериментом по спасению диких гусей. Поначалу подростку, увлечённому гаджетами и играми, жизнь на природе кажется скучной — однако все меняется, когда появляются птенцы. Когда птицы подрастают, Тома и Кристиан отправляются с ними в Норвегию. Здесь, волей случая, мальчик, подобно сказочному Нильсу, отправляется в необычайное путешествие с дикими гусями. Фильм вышел в российский прокат 23 января 2020 года.

## Произведения

### Фильмы
- 1985 — Les coureurs de bois (документальный)
- 1988 — «Караван» / Caravane
- 1988 — «Открытые реки» / Rivières ouvertes
- 1988 — «Распределение воды» / Partage des eaux
- 1989 — «Путь трапперов в Лабрадоре» / La course des trappeurs au Labrador (документальный)
- 1992 — «К северу от зимы» / Au nord de l’hiver
- 1995 — «Дитя снегов[фр.]» / L'Enfant des neiges (документальный)
- 1997 — «Зима собак» / Un hiver de chiens
- 1999 — «Белая одиссея» / L'Odyssée blanche
- 2004 — «Последний зверолов» / Le Dernier Trappeur (документальный)
- 2006 — «Снежные псы» / Chiens des neiges
- 2006 — «Сибирская одиссея» / L’Odyssée sibérienne
- 2007 — «Великая одиссея 2007 года» / Grande Odyssée 2007
- 2009 — «Волк» / Loup (художественный)
- 2013 — La dernière meute
- 2013 — «Белль и Себастьян» / Belle et Sébastien (художественный)
- 2014 — «Дикая одиссея[фр.]» / L'Odyssée sauvage (документальный)
- 2015 — «Белль и Себастьян: Приключение продолжается (художественный)
- 2017 — «Белль и Себастьян: Друзья навек» (художественный)
- 2017 — «Лесная школа[фр.]» / L'école buissonnière (художественный)
- 2019 — «Расправь крылья» / Donne-moi des ailes (художественный)
- 2020 — «Поли» / Poly (художественный)

### Книги
- 1988 — «Великий Север» / Grand Nord
- 1988 — Le Triathlon historique
- 1988 — «Северное одиночество» / Solitude nord
- 1992 — Transsibérie, le mythe sauvage
- 1993 — «Жизнь на Севере» / La Vie en nord
- 1994 — «Белое одиночество» / Solitudes blanches (роман)
- 1994 — Otchum, chef de meute
- 1995 — «Дитя снегов» / L'Enfant des neiges
- 1997 — «Зима» / Un hiver
- 1997 — «Север» / Nord (альбом)
- 1997 — Robinson du froid
- 1998 — Le Grand Brâme
- 1998 — Destin Nord
- 1998 — «Территория» / Territoire
- 1998 — «Тайга» / Taïga (иллюстрированное переиздание Transsibérie)
- 1999 — «Белая одиссея» /L'Odyssée blanche
- 2000 — C'est encore loin l'Alaska...
- 2001 — Le Chant du Grand Nord: Le Chasseur de rêve, том I; La Tempête blanche, том II
- 2003 — Le Voyageur du froid
- 2004 — «Золото под снегом» / L'Or sous la neige (роман)
- 2004 — «Последний зверолов: создание фильма» / Le Dernier Trappeur : Making of
- 2004 — «Последний зверолов» / Le Dernier Trappeur (иллюстрированное издание для детей)
- 2006 — «Сибирская одиссея» / L'Odyssée sibérienne
- 2007 — Mémoires glacées
- 2008 — «Волк» / Loup (роман)
- 2008 — «Волк» / Loup (фотоальбом о фильме, Éditions du Chêne)
- 2009 — «Волк» Loup (книга комиксов, художники Éric Stalner, Pierre Boisserie)
- 2011 — L'Or sous la neige (книга комиксов, художники Éric Stalner, Jean-Marc Stalner)
- 2011 — La Passion du Grand Nord (30 лет экспедиций в фотографиях, Éditions du Chêne)
- Le Grand Voyage

- 2011 — Mohawks et les Peuples d'en haut, том I
- 2012 — La Quête de Mohawks, том II

- 2013 — «Белль и Себастьян» / Belle et Sébastien
- 2014 — «С моими собаками» / Avec mes chiens
- 2015 — «Великий путь» / La Grande Course
- 2016 — Les Pieds sur terre. Encyclopédie de la nature mois par mois
- 2017 — «Лесная школа» / L'École buissonnière
- 2019 — «Расправь крылья» / Donne-moi des ailes, XO Editions
- 2020 — «Поли» / Poly, XO Editions